# 谷口節道
谷口節道（たにぐち せつどう、1901年 - 1986年）は、日本の曹洞宗の僧侶、福祉事業家。霊眼寺（富山県富山市中布目）住職。児童養護施設ルンビニ苑（富山県富山市中布目）初代園長。
駒澤大学専門部を女性として初めて卒業した、5人の尼僧のひとりとしても知られる。尼僧の地位向上にも貢献した。駒澤大学での勉学を終えて、郷里の富山に戻る折、複数の戦争孤児らを見るに見かねて、ともかくも一緒に連れ帰ったのが、福祉事業の最初とされる。